# Dethleffs
Dethleff è un'azienda tedesca produttrice di camper e roulotte. Ha sede a Isny im Allgäu e fa parte dell'Erwin Hymer Group.

## Storia

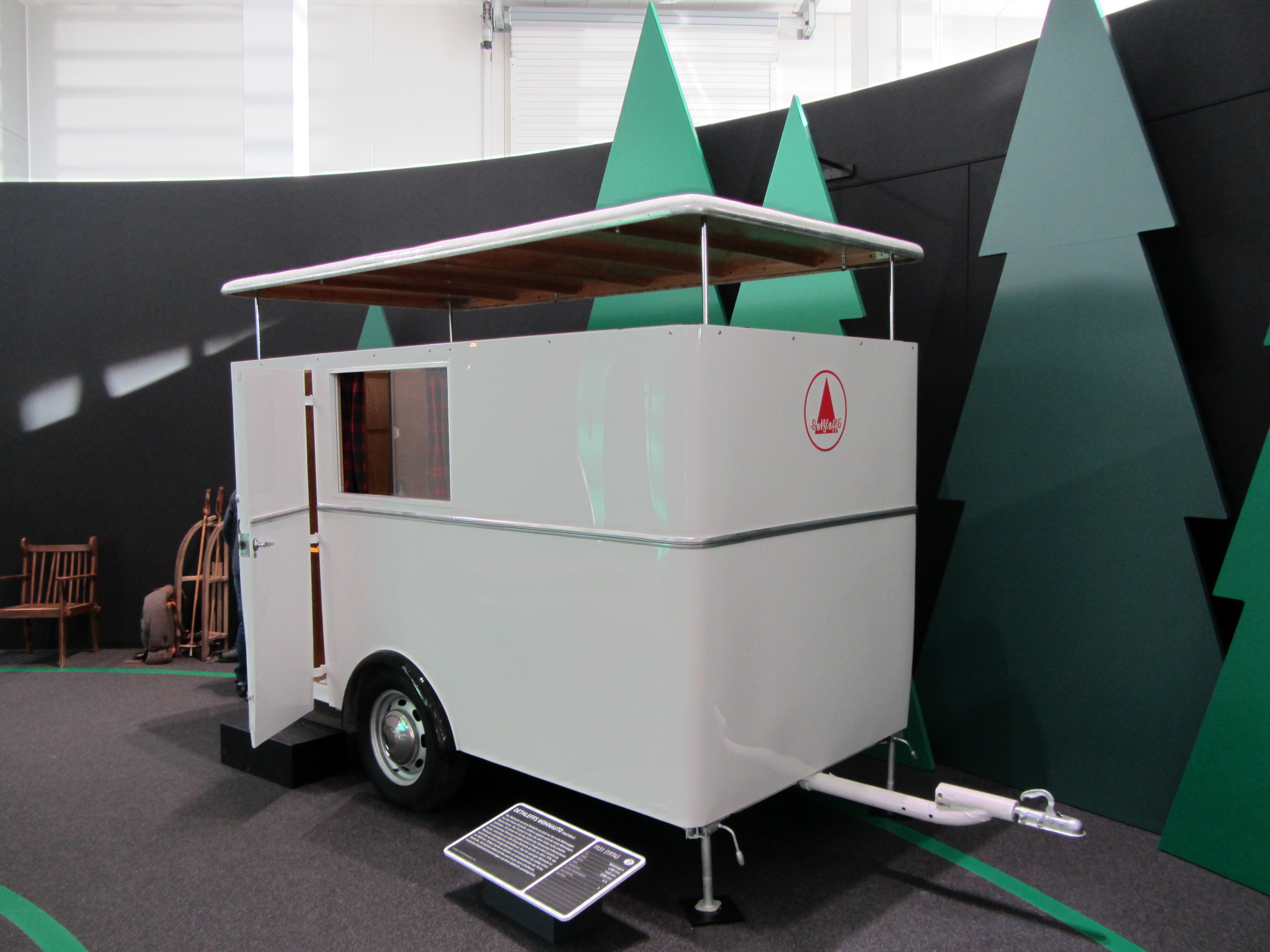
La Wohnauto del 1931

L'azienda fu fondata nel 1832 con il nome Dethleffs KG. Il fondatore, Arist Dethleffs lavorava inizialmente come dipendente della fabbrica di fruste del padre. Nel 1923 la fabbrica iniziò anche la produzione di bastoni da sci. L'esclusiva produzione dei caravan da parte della ditta ebbe inizio nel 1958, abbandonando gli altri settori di produzione.
Dopo circa cento anni dalla fondazione della ditta produttrice di fruste, dato che Arist Dethleffs, durante i suoi viaggi d'affari, non voleva rinunciare alla compagnia di sua moglie Fridel Dethleffs-Edelmann e della figlia Ursula Dethleffs, progettò nel 1931 la prima roulotte a Ottersweier, la cosiddetta "Wohnauto", un'auto abitabile. Il viaggio inaugurale ebbe luogo un anno più tardi nel 1932.
Già nel 1932 i caravan vennero costruiti su ordinazione e nel 1936 la ditta aveva già sei dipendenti fissi. Durante la seconda guerra mondiale la produzione venne limitata e si diede il via alla produzione di veicoli militari adibiti al soccorso sanitario. Dopo la guerra, nel 1948, venne avviata nuovamente la produzione; nel 1952 iniziò la prima produzione in serie dei modelli di roulotte Tourist e Camper
Nel 1976 la produzione ha raggiunto i 4700 esemplari, i dipendenti arrivarono a 235 e la superficie dello stabilimento a 12.000 m². Successivamente la produzione è stata ampliata al settore dei camper.
Nel 1983 è entrata a far parte dell'Erwin Hymer Group.